# 四句 (佛教)
四句，又稱四門、四句分別、四句法，一種邏輯結構，最早出現在古印度佛教論師龍樹作品《中論》中。破除四句，稱為四句破、四句否定，是一種悖論與辯證方法，為早期中觀派的主要因明學特徵。

## 概論
所謂四句，最早出現在《中論》第一品：
諸法不自生，亦不從他生，不共不無因，是故知無生。
這是由大乘佛教中觀派的創始者龍樹的作品中所發現的。龍樹利用四句破來描繪這個看似矛盾的現實本質，其中「世俗」的現實認為實體都是獨立存在的，而大乘佛教的「根本」現實（屬於空）則所有都是虛無的。
以現代數學來表達，其內容為對任一邏輯命題 X ，存在著四種可能性：
{\displaystyle X} (肯定)
{\displaystyle \neg X} (否定)
{\displaystyle X\land \neg X} (兩者皆是)
{\displaystyle \neg (X\lor \neg X)} (并非兩者皆是/兩者皆非)
這裡， X 指任何一個實存（非緣起、有自性）的「事物」，且因此有如下龍樹提出的四種邏輯命題：
自生
{\displaystyle X}
從他生
{\displaystyle \neg X}
共生
{\displaystyle X\land \neg X}
無因生
{\displaystyle \neg (X\lor \neg X)}
龍樹一一舉證，這四種邏輯命題都不成立，一切事物不可能由自己產生，不可能由別人產生，不可能共生，不可能無因生，因此一切事物不可能出現。
另一個例子為《中論》〈觀法品〉：
一切實非實，亦實亦非實，非實非非實，是名諸佛法。
此偈頌中，包含了四句，一切事物可能是：
實
{\displaystyle P}
非實
{\displaystyle \neg P}
亦實亦非實
{\displaystyle P\land \neg P}
非實、非非實
{\displaystyle \neg (P\lor \neg P)}
根據排中律，第一句與第二句是矛盾的；第三句包涵了第一句與第二句，因此也是矛盾；第四句通過雙重否定，與第三句等價，因此也是矛盾。但龍樹認為，在這些矛盾中，蘊含著通向真理的道路。

## 另見
- 龍樹
- 次協調邏輯

## 外部連結
- http://www.thelogician.net/3b_buddhist_illogic/3b_chapter_01.htm（页面存档备份，存于）
- wikt:tetralemma
- http://twelvelinks.blogspot.com/2006/01/notes-on-tetralemma.html（页面存档备份，存于）